# استیون ون زندت
استیون ون زندت (انگلیسی: Steven Van Zandt؛ زادهٔ ۲۲ نوامبر ۱۹۵۰) یک موسیقی‌دان و هنرپیشه اهل ایالات متحده آمریکا است. وی از سال ۱۹۷۰ میلادی تاکنون مشغول فعالیت بوده‌است.او بازیگر نقش سیلویو در سریال سوپرانوز بود.
از فیلم‌ها یا مجموعه‌های تلویزیونی که وی در آن‌ها نقش داشته است، می‌توان به لیلیهامر و ماجراهای کریسمس اشاره نمود.